# It's Pat
 (août 2024).
Si vous disposez d'ouvrages ou d'articles de référence ou si vous connaissez des sites web de qualité traitant du thème abordé ici, merci de compléter l'article en donnant les références utiles à sa vérifiabilité et en les liant à la section « Notes et références ».
Pour plus de détails, voir Fiche technique et Distribution.
It's Pat est un film américain réalisé par Adam Bernstein, sorti en 1994.

## Synopsis
Pat Riley est une recrue d'emploi indéterminée, indigne, qui pue, qui gémit et qui est désolante. Elle cherche une base solide dans la vie. Pat rencontre Chris, dont le sexe n'est pas non plus révélé. Les deux tombent amoureux et se fiancent. Pendant ce temps, le voisin de Pat, Kyle Jacobsen, développe une obsession malsaine de dévoiler le sexe de Pat et commence à traquer Pat. Kyle envoie une cassette de Pat effectuant du karaoké dans une émission télévisée intitulée America's Creepiest People , attirant Pat à l'attention du groupe Ween , qui met en vedette Pat dans l'un de leurs spectacles; Pat joue du tuba . Quand Pat apprend que Ween a l'intention de n'utiliser Pat que pendant un concert, Pat et Chris se séparent.
Kyle vole l'ordinateur portable contenant le journal de Pat et tente de contraindre Pat à révéler le mot de passe de l'ordinateur, afin qu'il puisse accéder aux fichiers. La seule réponse de Pat est que le mot est dans le dictionnaire . Kyle commence alors à taper chaque mot du dictionnaire.
Pendant ce temps, une bande de voyous cherchant à découvrir le sexe de Pat commence à le harceler, et Pat devient bouleversé par la nature androgyne de ces voyous. Pat va se plaindre à Kathy, une amie thérapeute et animatrice d'une émission-débat à la radio. Lorsque Pat réagit de manière acerbe aux auditeurs des appels, la station congédie Kathy et la remplace par Pat.
Kyle finit par parcourir tout le dictionnaire jusqu'à ce qu'il atteigne le dernier mot, " zythum " (une bière de malt égyptienne), qui est le mot de passe. Après avoir lu le journal, il ne découvre aucune nouvelle information concernant le sexe de Pat et finit par prendre une photo.
Kyle appelle l'émission de radio de Pat et lui dit de le rencontrer au Ripley's Believe It or Not! Museum , déclarant que c’est la seule chance pour Pat de récupérer son ordinateur portable. Pat arrive pour trouver Kyle habillé exactement comme Pat. Kyle demande à Pat de se déshabiller, mais Pat se rend à un concert de Ween . Après que Kyle ait coincé Pat sur un podium , Pat tombe et ses vêtements sont accrochés à un crochet. Cela déchire le pantalon de Pat et le place devant le public, alors que les organes génitaux de Pat ne sont révélés ni à Kyle ni au spectateur. Kyle est ensuite emmené par des agents de sécurité. Pat court ensuite voir Chris, au moment où celui-ci part à bord d'un paquebot. Dans un épilogue , Pat et Chris se marient.
Au générique de fin, Kathy anime à nouveau son émission de radio et le premier interlocuteur n’est autre que Kyle, dont l’obsession pour Pat l’a poussé à se travestir.

## Distribution
- Julia Sweeney : Pat Riley
- Dave Foley : Chris
- Charles Rocket : Kyle Jacobsen
- Kathy Griffin : Herself
- Julie Hayden : Stacy Jacobsen
- Timothy Stack : Doctor
- Mary Scheer : Nurse
- Beverly Leech : Mrs. Riley
- Tim Meadows : KVIB-FM manager
- Phil LaMarr : Stage manager
- Larry Hankin : Postal supervisor
- Kathy Najimy : Tippy
- Jerry Tondo : Sushi chef
- Mitch Pileggi : Concert Guard
- Dean Ween et Gene Ween : themselves